# Afrixalus wittei
Espèce
Synonymes
- Megalixalus wittei Laurent, 1941

Statut de conservation UICN

 LC  : Préoccupation mineure
Afrixalus wittei est une espèce d'amphibiens de la famille des Hyperoliidae.

## Répartition
Cette espèce se rencontre, :
- dans l'est de l'Angola ;
- dans le sud-est de la République démocratique du Congo ;
- en Zambie ;
- dans le sud-ouest de la Tanzanie, le long de la frontière avec la Zambie.

## Étymologie
Cette espèce est nommée en l'honneur de Gaston-François de Witte.

## Publication originale
- Laurent, 1941 : Les Megalixalus (Batraciens) du Musée du Congo. Revue de Zoologie et de Botanique Africaines. Tervuren, vol. 35, p. 119-132.